# 첨주

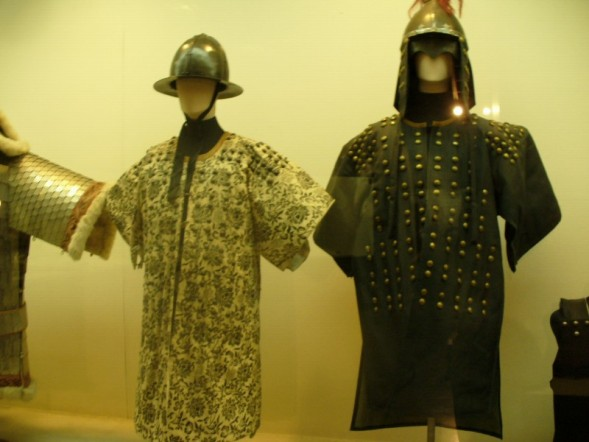
왼쪽 마네킹이 쓰고 있는 투구가 첨주. 오른쪽은 간주다.

첨주(尖胄)는 고려 말에서 조선 중기까지 사용된 투구다. 둘레 전체를 따라 비교적 긴 차양을 달았다. 서양의 케틀햇과 유사하다.